# Strażnica KOP „Oleszkowo”

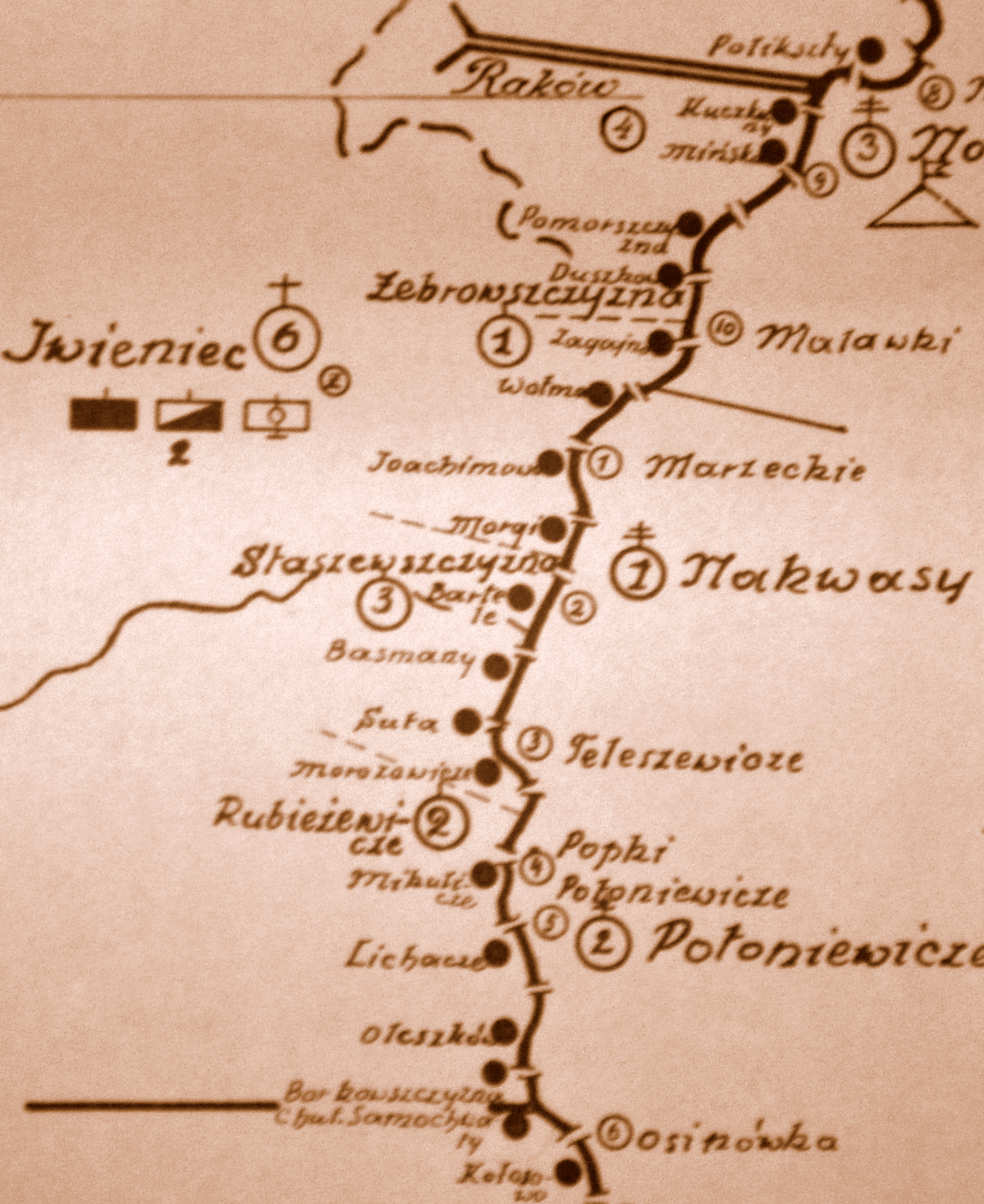
Rozmieszczenie batalionu KOP „Iwieniec” w 1931

Strażnica KOP „Oleszkowo” – zasadnicza jednostka organizacyjna Korpusu Ochrony Pogranicza pełniąca służbę ochronną na granicy polsko-sowieckiej.

## Formowanie i zmiany organizacyjne
W 1924, w składzie 2 Brygady Ochrony Pogranicza, został sformowany 8 batalion graniczny. W 1928 w skład batalionu wchodziło 13 strażnic. Strażnica KOP „Oleszkowo” w latach 1928–1939 znajdowała się w strukturze 4 kompanii KOP „Rubieżewicze”  batalionu KOP „Stołpce”. Strażnica liczyła około 18 żołnierzy i rozmieszczona była przy linii granicznej z zadaniem bezpośredniej ochrony granicy państwowej.
W 1930 strażnicy nadano imię gen. Zygmunta Zielińskiego.
W 1932 obsada strażnicy zakwaterowana była w budynku popolicyjnym. Strażnicę z macierzystą kompanią łączyła droga polna długości 11,5 km.

## Służba graniczna
Podstawową jednostką taktyczną Korpusu Ochrony Pogranicza przeznaczoną do pełnienia służby ochronnej był batalion graniczny. Odcinek batalionu dzielił się na pododcinki kompanii, a te z kolei na pododcinki strażnic, które były „zasadniczymi jednostkami pełniącymi służbę ochronną”, w sile półplutonu. Służba ochronna pełniona była systemem zmiennym, polegającym na stałym patrolowaniu strefy nadgranicznej, wystawianiu posterunków alarmowych, obserwacyjnych i kontrolnych stałych, patrolowaniu i organizowaniu zasadzek w miejscach rozpoznanych jako niebezpieczne, kontrolowaniu dokumentów i zatrzymywaniu osób podejrzanych, a także utrzymywaniu ścisłej łączności między oddziałami i władzami administracyjnymi. Strażnice KOP stanowiły pierwszy rzut ugrupowania kordonowego Korpusu Ochrony Pogranicza.
Strażnica KOP „Oleszkowo” w 1932 ochraniała pododcinek granicy państwowej szerokości 3 kilometrów 150 metrów od słupa granicznego nr 744 do 751, a w 1938 pododcinek szerokości 6 kilometrów 700 metrów od słupa granicznego nr 738 do 751.
Sąsiednie strażnice:
- strażnica KOP „Lichacze” ⇔ strażnica KOP „Borkowszczyzna” - 1928[2], 1929[3], 1931[4] , 1932[5], 1934[6]
- strażnica KOP „Rubieżewicze” ⇔ strażnica KOP „Borkowszczyzna” - 1938[7]

## Walka o strażnicę w 1939
17 września 1939 strażnicę atakowali pogranicznicy z 16 oddziału ochrony pogranicza NKWD. Załoga stawiła krótkotrwały opór. Do 5:00 strażnica została zdobyta. Do niewoli dostało się 7 obrońców, w tym oficer.

## Dowódcy strażnicy
- plut. Władysław Karłowski (był 30 VII 1936[15]  – IX 1939, †1940 Twer[16])